# Ferguson Rotich
Ferguson Cheruiyot Rotich (Kericho, 30 de noviembre de 1989) es un deportista keniano que compite en atletismo, especialista en las carreras de velocidad.
Participó en dos Juegos Olímpicos de Verano, obteniendo una medalla de plata en Tokio 2020, en la prueba de 800 m, y el quinto lugar en Río de Janeiro 2016, en la misma prueba. Ganó una medalla de bronce en el Campeonato Mundial de Atletismo de 2019, en los 800 m.

## Palmarés internacional
| Juegos Olímpicos   | Juegos Olímpicos | Juegos Olímpicos  | Juegos Olímpicos |
| Año                | Lugar            | Medalla           | Prueba           |
| ------------------ | ---------------- | ----------------- | ---------------- |
| 2020               | Tokio (Japón)    | Medalla de plata  | 800 m            |
| Campeonato Mundial |                  |                   |                  |
| Año                | Lugar            | Medalla           | Prueba           |
| 2019               | Doha (Catar)     | Medalla de bronce | 800 m            |